# چهارچشمه (خمین)
چهارچشمه (خمین)، روستایی از توابع بخش کمره شهرستان خمین در استان مرکزی ایران است. مردم این روستا به زبان لری و ترکی سخن میگویند.
چهارچشمه شامل چهار قلعه، قلعه حیدر، قلعه زکی، قلعه منصور و قلعه محمدقلی می باشد.
امکانات ورزشی: زمین خاکی فوتبال، سالن ورزشی
امکانات تحصیلی: ابتدایی تا دبیرستان (رشته علوم انسانی)
امکانات تفریحی: سد خاکی، کوه سید محمود، باغ های حسنی، باغ های عرب و ....

## جمعیت
این روستا در دهستان چهارچشمه قرار دارد و براساس سرشماری مرکز آمار ایران در سال ۱۳۸۵، جمعیت آن ۸۳۱ نفر (۲۰۹خانوار) بوده‌است.